# وقت المغامرة (الموسم 5)
الموسم الخامس من المسلسل التلفزيوني وقت المغامرة، وهو مسلسل تلفزيوني أمريكي مسلسل رسوم متحركة تم إنشاؤه بواسطة بندلتون وارد، عرض لأول مرة على [كرتون نتورك] في 12 نوفمبر / تشرين الثاني 2012 واختتم في 17 مارس 2014. وقد أنتج هذا الموسم في استوديوهات كرتون نتورك واستوديوهات فريدراتور. ويأتي هذا الموسم بعد مغامرات [فين البشري]، وهو صبي بشري، وأفضل صديق له وشقيقه بالتبني [الكلب جيك]، كلب مع قوى سحرية لتغيير الشكل والحجم عند الإرادة. فين وجيك يعيشان في أرض أوو، حيث يتفاعلون مع الشخصيات الرئيسية الأخرى في العرض: أميرة العلكة، ملك الجليد، مارسلين، أميرة الفضاء الوعر، بيمو، وأميرة النار.
يتكون هذا الموسم من 52 حلقة، مما يجعله ضعف طول أي من مواسم العرض السابقة. كانت الحلقات ستوريبوارد وكتبها توم هيربيش، كولين سانشيز، ريبيكا شوجر، ستيف ولفهارد، [[سكيلر] صفحة]]، سومفيلاي زيافون، أكو كاستويرا، مايكل ديفورج، كينت أوزبورن، ديفيد أوريلي (الفنان) ديفيد أوريلي، وارد، غراهام فالك، توماس ويلمان، لوك بيرسون، سيو كيم، وأندي ريستاينو. كما عرض الموسم أيضا أوريلي وجيمس باكستر كما الرسوم المتحركة ضيف في حلقات «A خلل هو خلل» و «جيمس باكستر الحصان»، على التوالي. وعلاوة على ذلك، كان هذا هو العام الأخير من  وقت المغامرة  لميزة السكر والصفحة؛ تركوا جميعا لخلق العروض الخاصة بهم. وكان أيضا الموسم الأخير لميزة وارد باسم شورنر.
الحلقة الأولى من الموسم الخامس كانت جزئي الحلقتين «[فين البشري / جيك الكلب | فين البشري» / «جيك الكلب]»، وكلاهما بث في 12 نوفمبر 2012. وشوهدت الحلقة من قبل 3.435 مليون مشاهد؛ وهذا يمثل زيادة كبيرة من الموسم السابق العرض الأول والخاتمة. انتهى الموسم مع «قائمة بيلي الأخيرة»، والتي شوهدت من قبل 2.335 مليون مشاهد.
وقد استقبل هذا الموسم استقبالا حرجا إيجابيا إلى حد كبير. في يونيو 2013، تم ترشيح المسلسل ل "أفضل سلسلة الرسوم المتحركة" في 2013 جوائز اختيار النقاد التلفزيون، على الرغم من أنها لم تفز. سيمون & مارسي و "[[المزيد [وقت المغامرة] | المزيد]] تم ترشيحهم ل [جائزة بريفيتيمي إيمي للرسوم المتحركة القصيرة | جوائز إيمي بريميمي للرسوم المتحركة قصيرة التنسيق] في [[65] جوائز الذروة إيمي | 65th] و 66 جوائز إيمي وقت الذروة على التوالي. وقد فاز كل من أندي ريستاينو والمخرج الفني في السلسلة [نيك جينينغز (الفنان) نيك جينينغز] بجائزة إميس عن "الإنجاز الفردي المتميز في الرسوم المتحركة" في عامي 2013 و 2014 على التوالي. تم إنتاجه من قبل استوديوهات كرتون نتورك واستوديوهات فريدراتور. وبالإضافة إلى ذلك، تم إصدار عدة أقراص دي في دي تحتوي على حلقات من الموسم. تم إصدار مجموعة الموسم الكامل على دي في دي وبلو راي في 14 يوليو 2015.